# Матоханци
Матоханци (итал. Motoanci) је насељено место у Републици Хрватској у Истарској жупанији. Административно је у саставу општине Канфанар.

## Историја
До територијалне реорганизације У Хрватској налазило се у саставу старе општине Ровињ.

## Становништво
Према попису становништва из 2011. године у насељу Матоханци било је 87 становника који су живели у 31 породичном домаћинставу.
Кретање броја становника по пописима 1857—2001.
| година пописа   | 1857. | 1869. | 1880. | 1890. | 1900. | 1910. | 1921. | 1931. | 1948. | 1953. | 1961. | 1971. | 1981. | 1991. | 2001. | 2011. |
| Број становника | 0     | 0     | 71    | 79    | 89    | 95    | 0     | 0     | 90    | 88    | 74    | 64    | 71    | 62    | 69    | 87    |

Напомена: У 1857. 1869. 1921. и 1931, подаци су садржани у насељу Сошићи.